# مؤتمر واشنطن (1943)
عُقد مؤتمر واشنطن الثالث (حمل الاسم الكودي ترايدنت) في واشنطن العاصمة في الفترة بين 12 مايو وحتى 25 مايو 1943. كان اجتماعًا استراتيجيًا خلال الحرب العالمية الثانية بين قادة حكومتي المملكة المتحدة والولايات المتحدة. كان الاجتماع الثالث خلال القرن العشرين (1941 و 1942 و 1943)، ولكنه كان الاجتماع الثاني الذي يُعقد خلال مشاركة الولايات المتحدة في الحرب العالمية الثانية. قاد الوفدين ونستون تشرشل وفرانكلين روزفلت على الترتيب.
نوقشت خطط غزو الحلفاء لصقلية ومدى القوة العسكرية وتاريخ غزو نورماندي والتقدم في حرب المحيط الهادي.

## الاجتماع
تقابل تشرشل وروزفلت كل يومين في البيت الأبيض، بينما التقى القادة العسكريون البريطانيون والأمريكيون تقريبًا كل يوم في غرفة مجلس المحافظين في مبنى الاحتياطي الفيدرالي.

## مواضيع النقاش والاتفاقات
فتح تشرشل النقاش بالأفكار، والتي نوقشت بطريقة مفتوحة بين البلدين. كانت الموضوعات الرئيسية التي نوقشت هي الحملة الإيطالية وحجم القوة العسكرية التي يجب استخدامها وإنزال النورماندي وكيفية مساعدة الصين في حرب المحيط الهادي. شعر تشرشل أن توسيع العمليات وأولوياتها يجب أن يُحل بالاتفاق المشترك، وحدث الاتفاق بالإجماع على جميع المسائل.

### الحملة الإيطالية
كانت الحرب في إيطاليا هي أول الموضوعات التي نوقشت. أقنع تشرشل القادة الأمريكيين بتأييد غزو الحلفاء لصقلية. فقد اعتقد أن القتال في إيطاليا قد يصرف انتباه القوات الألمانية عن الجبهة الشرقية، وبالتالي تتمكن روسيا من التقاط أنفاسها، إذ أن الألمان سيحتاجون إلى إرسال أعداد كبيرة من القوات إلى البلقان. كما سيعمل ذلك على تخليص الحلفاء من الدين تجاه روسيا نتيجة لاشتباكها العنيف مع الألمان في ستالينغراد.
كما يساعد إخراج إيطاليا من الحرب في علاقة الحلفاء مع تركيا. فتركيا لم تعد قادرة على منافسة إيطاليا في البحر المتوسط. اعتقد تشرشل أن بإمكانهم مطالبة تركيا باستخدام قواعدها للدفاع المستقبلي.

### مدى القوة العسكرية
الموضوع التالي في المناقشة كان مدى القوة العسكرية التي يجب على الحلفاء استخدامها. اتفقت الدولتان على أنهما لا بد وأن يستخدما القدر الأكبر من القوة العسكرية ضد الأعداء، بما في ذلك الجيوش والقوات الجوية والذخيرة. ذُكر الاستسلام غير المشروط لأول مرة في مؤتمر كازابلانكا، ونوقش مرة أخرى في مؤتمر ترايدنت. كانت الأجواء في كل من كازابلانكا وترايدنت تنافسية نتيجةً لوجهات النظر المختلفة بشأن الاستسلام غير المشروط. كان روزفلت صارمًا أمام الجنرال الأمريكي دوايت ديفيد أيزنهاور والجنرال البريطاني هنري مايتلاند ويلسون بخصوص وجهات نظرهما الرافضة للاستسلام غير المشروط.
على الرغم من تلك الآراء المتناقضة، وافق الحلفاء، بعد الكثير من الاستقصاء، على أنهم أرادوا استئناف الحرب نحو اليابان. اعتقدوا أن اليابان ستكون خارج الحرب في 1944، لذا سيحتاجون إلى التركيز على هزيمة اليابان في 1945. كان أفضل الحلول هو توريط روسيا في القتال ضد اليابان لأن ستالين قد أعرب عن اهتمامه المشاركة في هزيمة اليابان.

### إنزال النورماندي
أُجل إنزال النورماندي لمدة 12 شهرًا حتى مايو 1944. كان ذلك لأن الولايات المتحدة والمملكة المتحدة اعتقدتا أن بإمكانهما تعزيز قوة الجيش وإنتاج المزيد من سفن الإنزال والإمدادات وبالتالي تأكيد السيادة الكاملة برًا وبحرًا. ناقشت الدولتان الشواطئ الصعبة ذات المد والجزر المرتفع ودفاعات العدو الألماني الضخمة والتوقيت المناسب للهجوم وكذلك الظروف الجوية الملائمة.
كان السبب الرئيسي في رغبة الحلفاء في تأجيل الإنزال هو نقص إمداداتهم في 1943. فقد نُشرت جميع سفن الإنزال البريطانية في العملية هاسكي، وكانت فرقة عسكرية أمريكية واحدة فقط متاحةً نتيجة للأولوية القصوى للعملية سيكل في الحرب.

### مساعدة الصين
في النهاية، قررت الولايات المتحدة والمملكة المتحدة ما ستقومان به في حرب المحيط الهادي. زار المشير البريطاني أرشيبالد ويفل بورما وساعد في إعداد الحلفاء للعديد من العقبات التي ستواجههم، بما في ذلك:
- الغابات الكثيفة التي ستمنع استخدام الأسلحة الحديثة.
- الرياح الموسمية التي تحد من الوقت المتاح للهجوم.
- الخيارات القليلة للدعم من القوات البحرية.

إلى جانب الدعم الجوي، كان هناك القليل من البدائل لمساعدة الصين، لذا كان من الضروري التخطيط بفاعلية. اتفقت الدول على أنه من الأفضل اجتناب الهجوم البري في بورما واستخدام عنصر المفاجأة بدلًا منه عن طريق الهجوم الجوي، كما حدث في العملية تورش. كان الأسطول المتواجد في إيطاليا سيغطي تلك العملية في مارس 1944.

## نتائج أخرى
أظهر مؤتمر ترايدنت تغيرًا في السيطرة على قيادة العالم، إذ أن الأمريكيين كانوا أكثر تأثيرًا من الدول الأخرى. حصلت المبادرات الأمريكية على ضعف الكمية من الموارد العسكرية للحلفاء، بينما اضطر البريطانيون للجوء إلى التسوية بحل وسط بخصوص العديد من طلباتهم. بالتحديد، قاد رئيس أركان الجيش الأمريكي جورج مارشال هذا التغيير لتعزيز دور الأمريكيين في المجهود الحربي، الذي سيطر عليه البريطانيون في السابق.
ولكن التحركات بعد صقلية بقيت دون الوصول لتسوية. أراد تشرشل المتابعة بحملة على إيطاليا، ولكن روزفلت كان قلقًا لأن تلك الحملة قد تعطل الخطط الاستراتيجية التي وُضعت لاسترداد فرنسا خلال العام القادم.
طبقًا لماكس هاستينغز، فإن سمعة بروك قد «تدهورت بشكل ملحوظ» بسبب ملاحظاته في مؤتمر ترايدنت، حيث ادعى أنه لن تكون هناك أي عملية رئيسية ممكنة في القارة حتى عام 1945 أو 1946. تقول مذكرات بروك أنه أراد للعمليات في البحر المتوسط أن تتسبب في إجبار القوات الألمانية على التشتت ومساعدة روسيا وبالتالي خلق موقف حيث تصبح فيه عمليات نقطة التقاطع ممكنةً، ولكن تشرشل رفض كليًا (أو رفض نصف) الورقة التي اتفقنا عليها (رؤساء الأركان المشتركون (the CCOS))؛ نجح هاري هوبكنز في جعله يسحب تعديلاته المقترحة، ولكن تشرشل قد أثار الشكوك بحديثه عن المغامرات في البلقان.